# 渡辺信平
渡辺 信平（わたなべ しんぺい、1959年〈昭和34年〉8月26日 - ）は、日本の元シンガーソングライター、作曲家。東京都出身。

## 経歴
1980年代半ばから鈴木トオル、鈴木聖美、森川美穂、Qlairなどに楽曲を提供。1988年には、大沢誉志幸の企画アルバム『Dance To Christmas』に参加し「真冬の夜の夢」が収録された。
1990年にシングル「想い出にあきたら」アルバム『VOICES ～to your heart～』でバップから歌手として31歳と遅咲きながらデビュー。
翌1991年に発売された2枚目のシングル「よりかかってOnly You」が日本テレビ系列テレビドラマ「君だけに愛を」主題歌に使用されスマッシュヒット。1993年に東芝EMIに移籍、シングルとアルバムを発売も結果を残せず、歌手活動を休止する。

## ディスコグラフィ

### シングル
1. 「想い出にあきたら」 ／COCOON（1990.10.21、バップ）テレビ朝日系「カーグラフィックTV」挿入歌
2. 「よりかかってOnly You」／RED SHOES（シングル・バージョン）（1991.02.05、バップ）オリコンチャート最高位14位・登場数12回（日本テレビ系ドラマ「君だけに愛を」主題歌）（日本エアシステムCMソング）
3. 「夏の海で待ってる」／COME TO ME（1991.06.21、バップ）毎日放送系「新伍Niタッチ!」エンディングテーマ
4. 「Dreamin'」／君に恋してる（1992.04.21、バップ）名古屋銀行CMソング
5. 「J 」／風になろう（1993.06.30、東芝EMI）テレビ東京系「Jリーグ中継」エンディングテーマ
6. 「Only You」／Magic City ～Lullaby for Digital Age～（1993.09.29、東芝EMI）

### アルバム
1. 「VOICES ～to your heart～」（1990.10.21、バップ）
2. 「MUSIC」（1991.06.21、バップ）
3. 「Shimpei Watanabe」（1993.10.27、東芝EMI）

### 企画アルバム
- Dance To Christmas（大沢誉志幸、1988年）- 6曲目「真冬の夜の夢」に参加
- わたせせいぞう★スティル・ライフ（1992.12.25、バップ）

## 楽曲提供
- 石原慎一
  - 「この日をつかめ」（1992年4月25日、作詞：竹内学、編曲：多田光裕）
- Qlair
  - 「冒険のSunnyday」（1991年11月21日、作詞：西尾佐栄子、編曲：西平彰） アルバム「Les filles」収録
- 鈴木聖美
  - 「普段着の聖夜(クリスマス)」（1990年11月21日、作詞：竹花いち子） ベスト・アルバム『COLOR』収録
- 鈴木トオル
  - 「夜を泳いで」（1989年7月21日、作詞：只野菜摘、編曲：Hilary Bercovici・Bobby Martin）
  - 「君が降りてくる時間」（1989年8月21日、作詞：只野菜摘）
- ビートたけし
  - 「暗闇のチェンジ・バンド」「うぶな娘」「バーボンEXPRESS」（1988年9月7日、作詞：阿久悠、編曲：奥慶一） アルバム『豪華絢爛』収録
- 諸岡菜穂子
  - 「歩道のジャングル」（1992年12月12日、作詞：大友美有紀、編曲：NATURAL'90S）
- 森川美穂
  - 「二人は…Ⅱ」（1998年2月11日、編曲：中村哲） シングル「Soul Generation」カップリング曲

## 参考資料
- 『Dance To Christmas』（ライナーノーツ）大沢誉志幸、EPICソニー、1991年。ESCB1256。